# Rhionaeschna condor
Rhionaeschna condor är en trollsländeart som först beskrevs av De Marmels 2001.  Rhionaeschna condor ingår i släktet Rhionaeschna och familjen mosaiktrollsländor. Inga underarter finns listade i Catalogue of Life.